# Lance Gooden
Lance Carter Gooden, né le 1er décembre 1982 à Nashville, est un homme politique américain. Membre du Parti républicain, il est élu du Texas à la Chambre des représentants des États-Unis depuis 2019.

## Biographie

### Études et carrière professionnelle
Lance Gooden est né à Nashville dans le Tennessee. Sa famille s'installe au Texas lorsqu'il a cinq ans. Il réside depuis 1994 dans la ville texane de Terrell.
En 2004, il est diplômé d'un baccalauréat universitaire en administration des affaires et d'un autre en gouvernement de l'université du Texas à Austin. Il devient alors courtier en assurance dans le domaine de l'énergie.

### Carrière politique au Texas
En 2010, Gooden se présente à la Chambre des représentants du Texas face à la députée sortante Betty Brown, pour qui il a un temps travaillé. Il est candidat dans le 4e district, dans le nord-est du Texas, qui comprend les comtés de Henderson et Kaufman. Il remporte la primaire républicaine avec 108 voix d'avance sur plus de 12 000 bulletins. Il remporte l'élection générale de novembre et entre à la législature du Texas.
En 2012, Gooden est concurrencé dans la primaire républicaine par Stuart Spitzer, que Texas Tribune classe à l'extrême droite du Parti républicain. L'élu sortant l'emporte avec 9 points d'avance. Deux ans plus tard, il est battu par Spitzer qui le devance de deux points. En 2016, Gooden se présente à nouveau contre Spitzer, qu'il juge inefficace. Gooden défait le sortant en rassemblant 52 % des voix.
Durant la plupart de ses campagnes, Gooden reçoit un important soutien financier de l'hôtelier Monty Bennett ; Gooden faisant passer des mesures favorables à ce dernier au sein de la législature du Texas. Bennett finance également sa campagne au Congrès.

### Représentant des États-Unis
Lors des élections de 2018, le représentant Jeb Hensarling n'est pas candidat à sa réélection. Gooden se présente alors à la Chambre des représentants des États-Unis dans le 5e district du Texas, un bastion conservateur qui s'étend sur sept comtés au sud-est de Dallas. Il arrive en tête du premier tour de la primaire, devançant de 8 points son plus proche adversaire avec 30 % des voix. Il remporte le deuxième tour de la primaire avec 53 % des suffrages face à Bunni Pounds, soutenue par l'élu sortant, le vice-président Mike Pence et le sénateur Ted Cruz. Le 8 novembre 2018, il est élu en battant le démocrate Dan Wood (130 404 voix contre 78 394) (62,4 % des suffrages).